# Dead Serious
Dead Serious – pierwszy studyjny album amerykańskiej grupy hip-hopowej Das EFX.

## Lista utworów
1. "Mic Checka" - 4:54
2. "Jussummen" - 3:29
3. "They Want EFX" - 3:39
4. "Looseys" - 2:50
5. "Dum Dums" - 3:50
6. "East Coast" - 4:29
7. "If Only" - 4:02
8. "Brooklyn to T-Neck" - 4:01
9. "Klap Ya Handz" - 4:07
10. "Straight Out the Sewer" - 3:22